# Mezhdunaródnaya Kniga
V/O Mezhdunaródnaya Kniga (en ruso: В/О Международная Книга, lit. 'Entidad Internacional de Libros'), es una sociedad dedicada a la distribución y exportación mundial de libros. Es la organización de comercio internacional más antigua existente en Rusia que logró sobrevivir a pesar del desmantelamiento de la Unión Soviética.
En la época soviética asociada con cientos de editoriales, se encargó de exportar enormes cantidades de literatura y diversos materiales con información cultural e intelectual.
Luego de la caída de la URSS se convirtió rápidamente en el único exportador de libros, revistas y periódicos de Rusia y en el importador de publicaciones extranjeras.

## Historia de la entidad
La historia de su creación está íntimamente ligada la de la misma Unión Soviética. 
El 14 de junio de 1921 Lenin firmó el decreto de ley titulado “Ley sobre adquisición y distribución de literatura extranjera”, ya en ese tiempo había sido establecida en Berlín una empresa conjunta ruso–germana llamada Kniga (Libro), cuyo objetivo era la exportación e importación de libros y otros materiales impresos
. Kniga perteneció completamente a la URSS, B.S. Stomonyakov presidente y cabeza de la Junta directiva fue el también representante del comercio entre Alemania y la URSS
El Comité Nacional Comercio Exterior de la URSS manejaba y dirigía todos los asuntos relacionados con Kniga.
En 1923 abrió sus oficinas en Moscú, con el nombre de Mezhdunaródnaya Kniga y el 11 de abril de 1923, el Consejo de la URSS en un decreto especial sobre trabajo y la defensa, la organizó en una corporación de sociedad accionaria con el mismo nombre. Todas las partes de la corporación recién establecida fueron poseídas exclusivamente por el gobierno de la Unión Soviética, convirtiéndola en una entidad estatal.
Más tarde, de acuerdo con decretos especiales publicados por el gobierno, Mezhdunaródnaya Kniga, comenzó a incluir en sus catálogos de libros; archivos, tecnología de audio y de vídeo, partes de máquina, antigüedades, gemas, filatelia, monedas cobrables y billetes de banco.
En abril de 2003 Mezhdunaródnaya Kniga celebró su 80 aniversario como el líder en la promoción internacional de arte rusa y cultura. Mezhdunaródnaya Kniga ha sido premiada con la Orden de la Amistad Internacional otorgada debido a su contribución inestimable. También, ha recibido premios honorarios, como el Mercurio de Oro, premio al Líder de Exportación y premio a Mejor Marca registrada por su promoción de la cooperación económica en todo el mundo.

## Actividades
1925 – P. P Shibanov con S. A Lvov y P. N Matynovym participan en la búsqueda y selección de las publicaciones académicas antiguas para la Exposición Conmemorativa de los 200 años de la Academia de Ciencias. La exposición fue organizada por Mezhdunaródnaya Kniga en Moscú, con la ayuda de la Academia de Ciencias de la URSS. En ese mismo año se produjo un catálogo especial conmemorativo de libros antiguos a la venta. En catálogos había literatura de la Academia de Ciencias de la URSS y también figuraban los libros también de índole académico impresos entre 1720 y 1925.
1927 – es publicado el folleto «Desiderata del bibliófilo ruso: libros rarísimos a nuevos precios». La tirada de la edición - 200 ejemplares enumerados. Los precios fueron establecidos por Shibanov para la venta de libros antiguos de Mezhdunaródnaya Kniga, donde él trabajaba en ese momento.
A principios de 1930 La antigua sociedad anónima Mezhdunaródnaya Kniga fue transformada en una asociación para toda la Unión Soviética, con numerosos empleados estatales y una muy buena organización de trabajo. En ese momento, celebró el inicio de sus operaciones de comercio, no sólo en el extranjero, sino también en muchas ciudades y repúblicas de la URSS.
1931 - en Sebastopol Se organizaron cursos de aprendizaje de lenguas extranjeras para el personal de comandos de la flota del Mar Negro. Para garantizar la formación era necesaria la literatura extranjera especializada. La biblioteca de Sebastopol concluyó con un contrato con Mezhdunaródnaya Kniga en el que, a cambio de algunos viejos libros, comprarían una suscripción por unos pocos cientos de rublos por revistas extranjeras y libros.
1936 – La oficina de Mezhdunaródnaya Kniga con sede en Moscú desde 1924 hasta entonces había publicado 78 catálogos, mientras que la de Leningrado ya superaba los 100, Son vistos como una interesante fuente de información para especialistas y coleccionistas.

## Hoy en día
Mezhdunaródnaya Kniga se dedica a la exportación e importación de libros, discos, revistas, discos CD-ROM, grabaciones de audio y video, artículos filatélicos, obras de bellas artes, artes aplicadas y otros bienes para fines culturales todos los días. Su contribución al desarrollo del comercio y la cooperación cultural entre los países le ha hecho merecedora de prestigiosos premios internacionales, como el Gold Mercury International, Líder en Exportación y el Premio a La Mejor Marca Comercial.
En la actualidad Mezhdunaródnaya Kniga, está constituida por varias divisiones especializadas en la distribución comercial, entre ellas se cuentan: MK-libro, MK-Periódica, MK-Music, MK-Valores y MK-Inform
Se encarga de la publicación conjunta de libros y revistas , la participación en exposiciones en Rusia y en el extranjero, los derechos de autor sobre libros y la música de los productos de almacenamiento y expedición de mercancías en la cerca y de lejos en el extranjero, servicios de información, comercio electrónico, el desarrollo de sitios de Internet.

## Curiosidades
El edificio de su sucursal en Moscú, que le fue dado a la sociedad durante la época soviética, cerca del puente de Kuznetsk; se utilizó por primera vez en 1860, en este período había ubicadas varias librerías pequeñas dentro, posteriormente en 1890, se convirtió en sede de una famosa librería conocida como «Sociedad MO Wolf»